# Benedikt Höwedes
Benedikt »Benni« Höwedes,  nemški nogometaš, * 29. februar 1988, Haltern am See, Nemčija.
Z nemško reprezentanco je osvojil naslov svetovnega prvaka v nogometu leta 2014 v Braziliji in bronasto medaljo na evropskem prvenstvu leta 2012.